# Леонтьев, Пётр Иванович
Пётр Иванович Лео́нтьев (11 [23] июня 1883 — 22 октября 1951, Москва) — советский актёр театра и кино. Народный артист РСФСР (1949). Лауреат Сталинской премии первой степени (1949).

## Биография

Могила Леонтьева на Новодевичьем кладбище Москвы.

П. И. Леонтьев родился 23 июня (5 июля) 1883 года. В 1905 году окончил школу-студию МХТ и стал играть на сцене МХТ под руководством К. С. Станиславского. После закрытия студии стал работать в Киеве (театр Соловцова), Екатеринодаре, Москве (театр Незлобина, театр Корша). В 1935—1937 годах актёр Ростовского театра, с 1938 года — Малого театра.
П. И. Леонтьев умер 22 октября 1951 года. Похоронен в Москве на Новодевичьем кладбище (участок № 2).

## Роли в театре
Театр Корша
- «Смерть Дантона» Г. Бюхнера — Робеспьер
- «Освобождённый Дон Кихот» А. В. Луначарского — Дон Кихот
- «Александр I» Чижевского — Александр I

Театр имени МОСПС
- «Гордость» А. К. Гладкова — Байкалов

Ростовский театр
- «Слава» В. М. Гусева — профессор Черных
- «Оптимистическая трагедия» В. В. Вишневского — Сиплый
- «Скупой рыцарь» А. С. Пушкина — Барон
- «Очная ставка» братьев Тур и Л. Р. Шейнина — Келлер

Малый театр
- 1939 — «Богдан Хмельницкий» А. Е. Корнейчука — Максим Кривонос
- 1939 — «Волк» Л. М. Леонова — Григорий Иванович Рощин
- 1941 — «Варвары» М. Горького — Маврикий Осипович Монахов
- 1942 — «Фронт» А. Е. Корнейчука — Гайдар
- 1943 — «Нашествие» Л. М. Леонова — Шпурре
- 1944 — «Инженер Сергеев» Вс. Рокка — Талькин
- 1946 — «Бедность не порок» А. Н. Островского — Африкан Савич Коршунов
- 1948 — «Московский характер» А. В. Софронова — Фёдор Степанович Гринёв
- 1949 — «Заговор обречённых» Н. Е Вирты — кардинал Бирнч

## Фильмография
- 1917 — Болотный цветок — ксендз Витольд
- 1917 — Чёрные вороны — Виктор Пальмский, студент-репетитор
- 1926 — Крепыш — Мельник
- 1924 — Банда батьки Кныша — чекист Стальной (батька Кныш)
- 1930 — Твёрдый характер — Иван Егорович
- 1938 — Борьба продолжается
- 1939 — Ошибка инженера Кочина — Галкин, агент иностранной державы
- 1939 — Степан Разин — царь Алексей Михайлович;
- 1940 — Брат героя — Кирилл Степанович

## Награды и премии
- заслуженный артист РСФСР (31.07.1945)
- народный артист РСФСР (26.10.1949)
- орден Трудового Красного Знамени (26.10.1949)[1]
- Сталинская премия первой степени (1949) — за исполнение роли Фёдора Степановича Гринёва в спектакле «Московский характер» А. В. Софронова[2]